# Augustin (okręg Braszów)
Augustin – wieś w Rumunii, w okręgu Braszów, w gminie Augustin. W 2011 roku liczyła 3169 mieszkańców.